# Eva Hašková

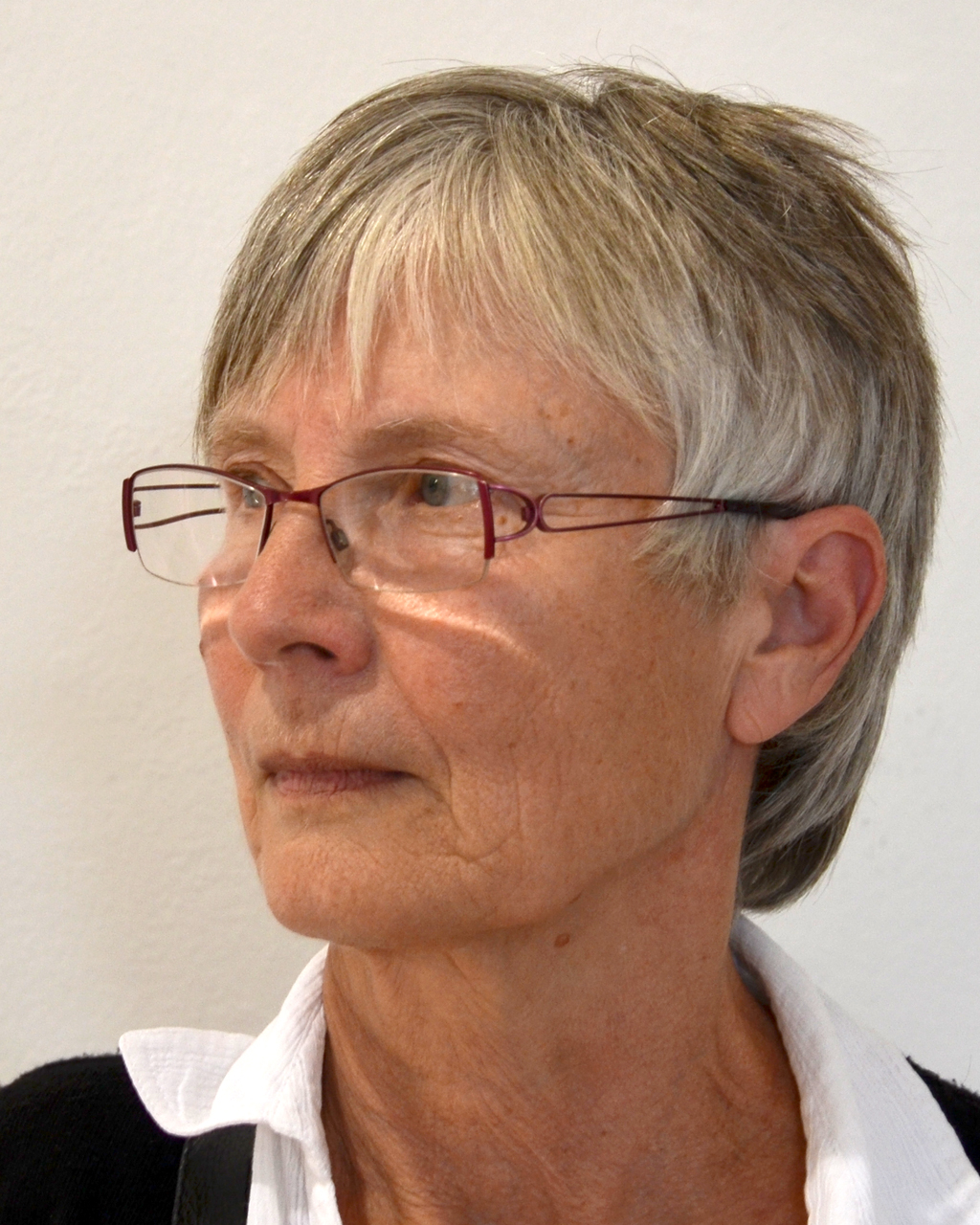
Eva Hašková em 2016

Eva Hašková (nascida em 4 de janeiro de 1946) é uma gravurista e ilustradora checa.
Nascida em Kladno, Hašková formou-se na Academia de Artes, Arquitectura e Design de Praga, onde estudou com Zdeněk Sklenář, em 1974. Muito do seu trabalho é criado usando um processo de entalhe combinando água-forte e água-tinta. Membro do SČUG Hollar, ela recebeu inúmeros prémios pelo seu trabalho durante a sua carreira, e expôs extensivamente na República Checa e no exterior.
Uma obra de Hašková, Vzpomínka na Karla Capka, de 1990, é propriedade da Galeria Nacional de Arte.